# أليس هاول
أليس هويل (بالإنجليزية:Alice Howell) (مواليد 20 مايو 1886 - وفيات 11 أبريل 1961) ممثلة كوميدية أمريكية في عصر السينما الصامتة .

## روابط خارجية
- أليس هاول على موقع IMDb (الإنجليزية)
- أليس هاول على موقع أول موفي (الإنجليزية)
- أليس هاول على موقع قاعدة بيانات الأفلام السويدية (السويدية)
- أليس هاول على موقع قاعدة بيانات الفيلم (الإنجليزية)
- أليس هاول على موقع كينوبويسك (الروسية)
- Alice Howell at Women Film Pioneers Project
- Alice Howell at Virtual History